# Eduard Siebert
Franz Eduard Joseph Siebert (* 7. März 1832 in Hadamar; † 26. Juli 1895 in Wiesbaden) war ein deutscher Jurist und Abgeordneter.
Eduard Siebert war der Sohn des Kaufmanns in Hadamar Christoph Joseph Siebert (1804–1878) und dessen Ehefrau Marianne* Josepha Weilburga geborene Schneider (* 1803). Siebert, der katholischer Konfession war, heiratete 1862 in Wiesbaden Pauline Berta geborene von Ibell (* 12. Mai 1845 in Ems; † 15. Juni 1891), die Tochter des Hessen-Homburgischen Medizinalrates und Badearztes in Bad Ems, Dr. med. Rudolf von Ibell (1814–1864) und dessen Ehefrau Berta geborene Gutike. Aus der Ehe ging der Sohn Fritz (1865–1935) hervor, der Rechtsanwalt, Notar, Kgl. Preuß. Justizrat und Major der Landwehr wurde.
Siebert besuchte 1842–1851 das Gymnasium in Hadamar und studierte danach Rechtswissenschaften an den Universitäten Bonn und Heidelberg. Nach dem Examen im Jahr 1855 war er 1856–1857 Rezeptur-Akzessist in Hachenburg und dort anschließend Amtsakzessist. 1859 trat er in den Militärdienst und schied im Rang eines Unterleutnants dort wieder aus. 1859–1862 war er Amtsakzessist in Nassau an der Lahn. 1862 wurde er zum Dr. jur. promoviert. Er war Hof- und Appellationsgerichtsprokurator in Wiesbaden,  Rechtsanwalt und Notar und erfolgreicher Strafverteidiger. Er wurde mit dem Titel eines Königlich Preußischen Justizrates geehrt.

## Politik
1865 (2. Wahl) bis 1866 war er Mitglied der Ersten Kammer des Landtages des Herzogtums Nassau. Er wurde aus der Gruppe der Grundbesitzer, Wahlkreis VI Wiesbaden für die Nassauische Fortschrittspartei gewählt. Mit der Annexion des Herzogtums Nassau endete das Mandat 1866. Bei der Reichstagswahl Februar 1867 kandidierte er im Reichstagswahlkreis Regierungsbezirk Wiesbaden 5, erhielt aber nur 170 Stimmen bzw. 1,5 %.